# 川崎友巳
川崎 友巳（かわさき ともみ、1969年7月1日 - ）は、日本の法学者。専門は刑事法で、とりわけ企業犯罪への刑法上の対応を中心に研究している。大谷實、瀬川晃門下。

## 経歴
1993年、同志社大学法学部卒業後、同年4月に同大学大学院法学研究科に進学。1998年度より同志社大学法学部助手、1999年度より専任講師、2002年度より助教授（2007年度より准教授）、2008年度より教授。2005年に、下記の著書『企業の刑事責任』で、博士（法学）（同志社大学）。また、同業績により、2007年「日本犯罪社会学会奨励賞」を受賞。2007年3月から2009年3月まで、コロンビア・ロー・スクールにて客員研究員。

## 研究
法人処罰における「組織モデル」主張者の一人。樋口亮介東京大学准教授の「統合説」に対して、「併用説」を提唱する。併用説は、法人処罰のための新たな立法を作るにあたって、法人の代表者の行為と故意・過失を法人自身の行為と故意・過失と同一視する行為責任（同一視理論）と効果的なコンプライアンス体制の構築義務違反を注意義務の内容とする法人固有の過失責任（企業システム過失責任）の両方を併用すべきと説く。

## 著書
- 『企業の刑事責任』（成文堂）
- 『犯罪タイポロジー』 (成文堂)
- 『ブリッジブック刑法の考え方』 (信山社)